# Rhabdomastix perglabrata
Rhabdomastix perglabrata är en tvåvingeart som beskrevs av Alexander 1962. Rhabdomastix perglabrata ingår i släktet Rhabdomastix och familjen småharkrankar.
Artens utbredningsområde är Bolivia. Inga underarter finns listade i Catalogue of Life.